# شهرستان تاریخا
شهرستان تاریزا (به اسپانیایی: Departamento de Tarija) یکی از بخش در بولیوی است که در بولیوی واقع شده‌است. شهرستان تاریزا ۳۷٬۶۲۳ کیلومتر مربع مساحت و ۴۸۲٬۱۹۶ نفر جمعیت دارد.